# Artère temporale superficielle
L'artère temporale superficielle est une artère systémique paire de la tête.  Elle participe notamment à la vascularisation de la glande parotide et de la partie latérale de la face et du scalp.

## Origine
L'artère temporale superficielle est la plus petite des deux branches terminales de l'artère carotide externe, l'artère maxillaire étant la plus importante. Elle naît dans la glande parotide derrière le col de la mandibule.

## Trajet
L'artère temporale superficielle se dirige vers le haut verticalement suivant la même orientation que l'artère carotide externe. Au niveau de ses premiers centimètres, elle est accompagnée par la veine temporale superficielle et le nerf auriculo-temporal.

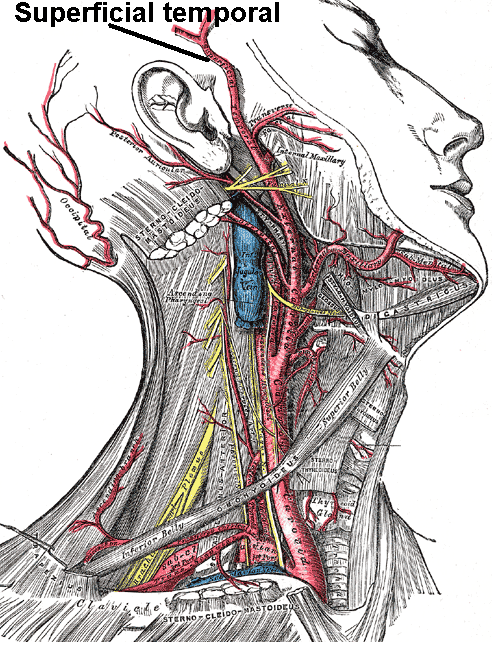
Artère carotide externe droite et ses collatérales dont l'artère temporale superficielle.

Peu après son origine et avant qu'elle quitte la glande parotide, l'artère temporale superficielle donne un rameau parotidien pour vasculariser la glande parotide et une première collatérale, l'artère transverse de la face. 
L'artère temporale superficielle passe en avant du tragus et en arrière de l'articulation temporo-mandibulaire, Cette dernière reçoit un rameau de vascularisation. Le rameau de l'articulation temporo-mandibulaire nait soit du rameau parotidien, soit directement du tronc principal de l'artère temporale superficielle.
Elle croise l'arcade zygomatique et devient sous-cutanée. C'est à ce niveau que l'on peut mesurer le pouls pré-tragien tandis que la palpation du pouls temporal s'effectue un peu plus haut sur le trajet de l'artère.

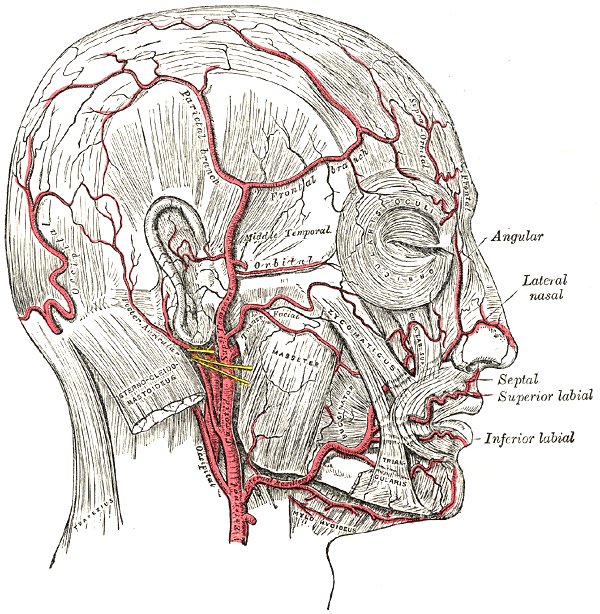
Artères du scalp et de la face.

Au niveau du bord supérieur du processus zygomatique, l'artère temporale superficielle donne deux collatérales importantes : les artères temporale moyenne et zygomatico-orbitaire. 
L'artère temporale moyenne traverse l'aponévrose et s'anastomose avec les artères temporales profondes antérieure et postérieure issues de l'artère maxillaire. Elle assure la vascularisation du muscle temporal. 
L'artère zygomatico-orbitaire se dirige vers l'avant, le long du bord supérieur de l'arcade zygomatique. Elle est située entre les deux feuillets de l'aponévrose temporale. Elle se poursuit jusqu'au niveau du muscle orbiculaire de l’œil où elle s'anastomose avec les artères palpébrales issues de l'artère ophtalmique. Cette artère peut soit naître directement de l'artère temporale superficielle, soit provenir de l'artère temporale moyenne.
D'autres collatérales sont également présentes à ce niveau : les rameaux auriculaires antérieurs de l'artère temporale superficielle. Ils participent à la vascularisation de l'oreille externe et s'anastomosent avec la branche auriculaire de l'artère auriculaire postérieure.
Entre 3 et 5 cm au-dessus de l'arcade zygomatique,, l'artère temporale superficielle se divise en deux branches terminales : une rameau antérieur frontal et un rameau postérieur pariétal.

## Terminaison
Le rameau frontal se termine en de nombreux rameaux vascularisant la partie antéro-latérale du scalp, le front et le muscle occipito-frontal. Il s'anastomose avec les artères supra-orbitaire et supra-trochléaire issues de l'artère carotide interne.
Le rameau pariétal est le plus large des deux. Il remonte à la partie latérale du scalp qu'il vascularise et s'anastomose avec des rameaux provenant des artères auriculaire postérieure et ocipitale, ainsi que de la branche pariétale de l'artère temporale superficielle contro-latérale. Cette branche est parfois issue de l'artère auriculaire postérieure.

## Aspect clinique

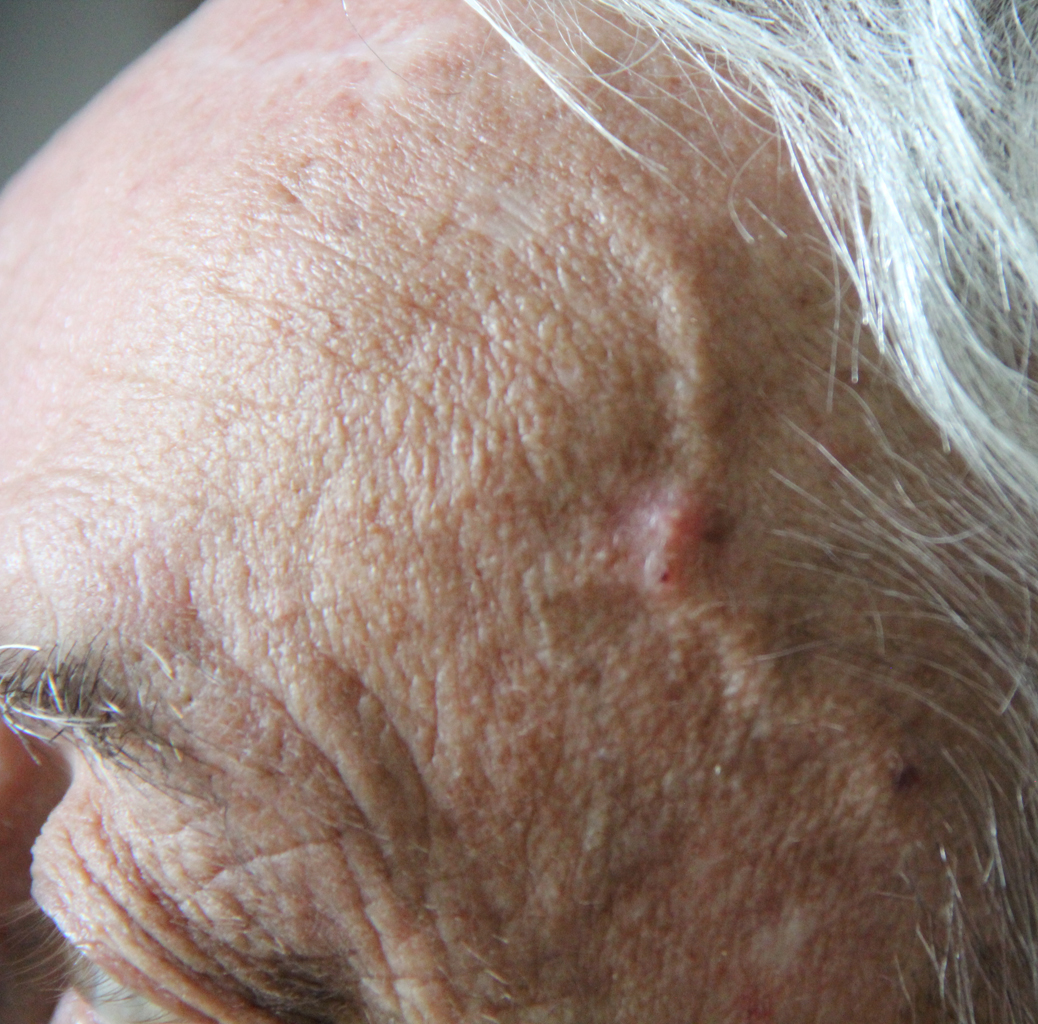
L'artère temporale superficielle

L'artère temporale superficielle est souvent touchée au cours de la maladie de Horton. Il s'agit d'une maladie inflammatoire des vaisseaux, pouvant entraîner entre autres des céphalées et une diminution ou abolition du pouls temporal. Le diagnostic repose notamment sur la réalisation d'une biopsie de l'artère temporale superficielle.